# Tulos
Tulos (rusky Тулос) je jezero v Karelské republice v Rusku. Má rozlohu 95,7 km². Leží v nadmořské výšce 157 m.

## Pobřeží
Pobřeží je členité s množstvím zálivů a ostrovů.

## Vodní režim
Zamrzá v listopadu a rozmrzá na konci dubna nebo na začátku května. Odtéká z něj řeka Tula.